# Усенко Володимир Всеволодович
Володи́мир Все́володович Усе́нко (нар. 24 червня 1965 — пом.28 серпня 2014) — солдат Збройних сил України, учасник російсько-української війни.

## Короткий життєпис
Народився 1965 року в місті Харків. Закінчив харківську 56-ту школу, технікум енергетичного машинобудування — із відзнакою. Пройшов строкову службу у прикордонних військах. Закінчив Харківський політехнічний інститут, працював у конструкторському відділі НДІ при заводі «Електроважмаш». Проживав у районі Харкова Салтівка, працював міліціонером. Член Громадської самооборони Харкова, брав участь у заходах Харківського Євромайдану. Доброволець, призваний за мобілізацією. Водій-гранатометник 3-го взводу роти розвідки 92-ї окремої механізованої бригади, псевдо «Крайт».
Ротно-тактична група рухалась у район Старобешеве з метою деблокування українських підрозділів в Іловайську. За 5 км на схід від м. Комсомольське (Донецька область) колона потрапила під масований обстріл російських військ з РСЗВ «Град», мінометів і танків. Загинув разом з військовослужбовцями 42-го батальйону територіальної оборони Євгеном Мельничуком, Володимиром Татомиром та Максимом Харченком 28 серпня 2014 р. за 400 метрів східніше с. Новокатеринівка на полі, край лісопосадки, внаслідок бойового зіткнення (перестрілки). Зазнав сильного осколкового поранення в ногу, не міг рухатися. Через кілька годин пострілом у голову його добили та зняли черевики.
Трохи пізніше посередині дороги поміж с. Новокатеринівка та с. Ленінське загинули інші бійці 42-го БТрО Дмитро Ільгідінов, Юрій Кириєнко, Анатолій Лифар, Ілля Письменний.
Був знайдений пошуковою групою «місія „Евакуація-200“» («Чорний тюльпан») 25 вересня 2014-го. Ідентифікований за експертизою ДНК.
Похований у Харкові 15 березня 2015 року на міському кладовищі № 18.
Без Володимира лишились син Дмитро 2004 р.н., мама Лідія Трохимівна, сестра.

## Нагороди та вшанування
За особисту мужність і героїзм, виявлені у захисті державного суверенітету та територіальної цілісності України, вірність військовій присязі під час російсько-української війни, відзначений — нагороджений:
- 17 липня 2015 року — орденом «За мужність» III ступеня (посмертно)[2].
- У місті Харків провулок Соціалістичний перейменовано на честь Володимира Усенка.
- На фасаді харківської школи № 56 встановлено меморіальну дошку в пам'ять Володимира Усенка, який навчався в цій школі[3].
- Його портрет розміщений на меморіалі «Стіна пам'яті полеглих за Україну» у Києві: секція 3, ряд 5, місце 24
- Вшановується 28 серпня на щоденному ранковому церемоніалі вшанування українських захисників, які загинули цього дня у різні роки внаслідок російської збройної агресії[4]